# ࢠ
Le bāʾ petit v souscrit est une lettre de l'alphabet arabe utilisée dans certaines langues d’Afrique lorsqu’elles sont écrites avec l’alphabet arabe harmonisé, comme le seereer, le balante, le saafi-saafi ou le pulaar au Sénégal. Elle est composée d’un bāʾ sans point ‹ ٮ › diacrité d’un petit v souscrit.

## Utilisation
Dans plusieurs langues africaines utilisant les orthographes normalisés au Sénégal ou l’orthographe de l’Isesco, ‹ ࢠ › représente un consonne occlusive injective bilabiale voisée [ɓ]. Elle est aussi représentée par bāʾ deux points souscrits ‹ ٻ › au Tchad ou bāʾ hamza suscrit ‹ ࢡ › au Cameroun et est transcrite avec le b crocheté ‹ ɓ › dans l’alphabet latin.